# UFC Fight Night: Dern vs. Yan
UFC Fight Night: Dern vs. Yan（ユーエフシー・ファイトナイト：ダーン・バーサス・ヤン、別名UFC Fight Night 211、UFC on ESPN+ 69）は、アメリカ合衆国の総合格闘技団体「UFC」の大会の一つ。2022年10月1日、ネバダ州ラスベガスのUFC APEXで開催された。

## 大会概要
本大会はマッケンジー・ダーンとヤン・シャオナンの女子ストロー級戦が組まれた。
Metaの共同創業者で会長兼CEOであるマーク・ザッカーバーグが会場で妻とともに観戦した。

## 試合結果

### プレリミナリーカード
第1試合 バンタム級 5分3R
○  グイド・カネッティ vs.  ランディ・コスタ ×
1R 1:04 リアネイキドチョーク
第2試合 140ポンド契約 5分3R
○  チェルシー・チャンドラー vs.  ユリア・ストリアレンコ ×
1R 4:15 TKO（パウンド）
第3試合 ミドル級 5分3R
○  ブレンダン・アレン vs.  クリストフ・ヨトゥコ ×
1R 4:17 リアネイキドチョーク
第4試合 ライト級 5分3R
○  ジョアキム・シウバ vs.  ジェシー・ロンソン ×
2R 3:08 TKO（右飛び膝蹴り→パウンド）
第5試合 ヘビー級 5分3R
○  イリル・ラティフィ vs.  アレクセイ・オレイニク ×
3R終了 判定3-0（30-27、30-27、30-27）
第6試合 140ポンド契約 5分3R
○  ダニエル・サントス vs.  ジョン・カスタネーダ ×
2R 4:28 KO（右膝蹴り）

### メインカード
第7試合 ライト級 5分3R
○  マイク・デイビス vs.  ヴィチェスラフ・ボルシェフ ×
3R終了 判定3-0（29-28、30-26、30-26）
第8試合 フェザー級 5分3R
○  ソディック・ユサフ vs.  ドン・シェイニス ×
1R 0:30 ギロチンチョーク
第9試合 バンタム級 5分3R
○  ラオーニ・バルセロス vs.  トレヴィン・ジョーンズ ×
3R終了 判定3-0（30-25、30-27、30-27）
第10試合 ウェルター級 5分3R
○  ランディ・ブラウン vs.  フランシスコ・トリナウド ×
3R終了 判定3-0（29-28、29-28、29-28）
第11試合 女子ストロー級 5分5R
○  ヤン・シャオナン vs.  マッケンジー・ダーン ×
5R終了 判定2-0（48-47、48-47、47-47）

### 各賞
ファイト・オブ・ザ・ナイト：ダニエル・サントス vs. ジョン・カスタネーダ
パフォーマンス・オブ・ザ・ナイト：ジョアキム・シウバ、ブレンダン・アレン、チェルシー・チャンドラー、グイド・カネッティ
各選手にはボーナスとして5万ドルが授与された。

### カード変更
負傷などによるカードの変更は以下の通り。